# فرهنگستان علوم (ایران)
فرهنگستان علوم، یکی از فرهنگستان‌های ایران است. فرهنگستان مؤسسه‌ای است با شخصیت حقوقیِ مستقل که توسط فرح پهلوی و در زیر چتر بنیاد شاهنشاهی فرهنگستان‌های ایران که تیر ماه ۱۳۵۳ به تصویب مجلس شورای ملی و خرداد ۱۳۵۳ به تصویب مجلس سنا رسید و آغاز به کار کرد. پس از انقلاب ۱۳۵۷ وابسته به نهاد ریاست‌جمهوری ایران است.

## تأسیس

### پیش از انقلاب
فرهنگستان علوم ایران توسط فرح پهلوی و در زیر چتر بنیاد شاهنشاهی فرهنگستان‌های ایران که تیر ماه ۱۳۵۳ به تصویب مجلس شورای ملی و خرداد ۱۳۵۳ به تصویب مجلس سنا رسید، آغاز به کار کرد.

### پس ازانقلاب ۱۳۵۷ ایران
در یکصد و سی و پنجمین جلسهٔ شورای عالی انقلاب فرهنگی در تاریخ ۱۵ دی ۱۳۶۶، به استناد بند چهارِ قانون اهداف و وظایف آن شورا، تأسیس فرهنگستان علوم جمهوری اسلامی ایران به تصویب رسید.
در ابتدا ۱۵ استاد برجسته رشته‌های مختلف کشور به عنوان اعضای پیوسته اولیه فرهنگستان علوم برگزیده شدند.
این فرهنگستان فعالیت خود را در سال ۱۳۶۹ رسماً آغاز کرد.

#### رؤسای فرهنگستان پس از انقلاب
- علی شریعتمداری اولین رئیس فرهنگستان علوم بود که از سال ۱۳۶۹ تا ۱۳۷۷ این مسئولیت را به عهده داشت.
- رضا داوری اردکانی با انتخاب اعضاء به عنوان رئیس فرهنگستان از سال ۱۳۷۷ تا مرداد ماه ۱۴۰۲، ریاست فرهنگستان علوم بر عهده داشت.
- محمدرضا مخبر دزفولی در ۱۰ مرداد ۱۴۰۲ با تصویب شورای عالی انقلاب فرهنگی به ریاست فرهنگستان علوم رسید.

در شمارهٔ پنجاه‌ویکِ خبرنامهٔ فرهنگستان علوم، داوری، طی یک یادداشتِ انتقادی، نوشت که دیگر تمایلی به ادامهٔ ریاست فرهنگستان علوم ندارد، اما سید مصطفی محقق داماد، به نمایندگی از دیگر اعضای مجمع عمومی فرهنگستان علوم، از داوری درخواست کرد تا در سِمَت خود باقی بماند.
در دو مراسم بزرگداشت برای رضا داوری اردکانی، سید مصطفی محقق داماد و محمدرضا عارف، حفظ استقلال علمی فرهنگستان علوم را از جمله نکات برجسته مدیریت علمی داوری اردکانی برشمردند.

## اهداف اصلی
- کمک به توسعهٔ علوم و فنون در کشور
- تقویت روح پژوهش
- ارتقای سطح علمی و فرهنگی کشور[۴]

## اعضاء
فرهنگستان علوم همچنین دارای اعضای افتخاری، اعضای وابسته و همکاران مدعو است. عضویت اعضای افتخاری همانند اعضای پیوسته مادام العمر است. اعضای وابسته برای یک دوره چهار ساله انتخاب می‌شوند و انتخاب مجدد آنان بلامانع است. همکاران مدعو نیز برای مدت دو سال انتخاب می‌شوند و انتخاب مجددشان بلامانع است.
- اعضای پیوسته: رضا داوری اردکانی، سید مصطفی محقق داماد، محمدرضا عارف، سید محمد بلورچیان، یوسف ثبوتی، مهدی گلشنی، مهدی بهادری نژاد، بهمن یزدی صمدی، علیرضا سپاسخواه، علی کاوه، حسن تاج بخش، محمدرضا اسلامی، پرویز جبه دار مارالانی، مهدی بهزاد، پرویز دوامی، مهدی رجبعلی پور، حسین نمازی، غلامحسین ابراهیمی دینانی، غلامرضا اعوانی، محمدابراهیم جناتی، سیدمحمد قاری سیدفاطمی، سید مهدی الوانی، جعفر توفیقی، نصرالله سفیدبخت، هادی ندیمی، محمدحسین حلیمی، رسول جعفریان، سیدحسین صفایی، حسن ظهور، فرامرز رفیع پور، سعید سهراب پور، محمود یعقوبی، حسن ابراهیم‌زاده، علی درویش زاده، فرید مر، کرامت‌الله ایزدپناه، حسن احمدی، مرتضی خوشخوی، علیرضا کوچکی، علی اسلامی، محمدقلی نادعلیان، محمدحسن بزرگمهری فرد، علی رضاخانی، محمدرضا مخبر دزفولی، مگردیچ تومانیان، محمدمهدی شیخ جباری، عباس شاکری، عزت‌الله نادری، رضا نیلی پور، سید محمدمهدی کیایی، محمد سلطانیه، جواد فیض، امین علیزاده، حمیدرضا پوراعتماد، معصومه اسماعیلی، حسین بهاروند، فرهاد رهبر، محمدمهدی زاهدی، محمدعلی زلفی گل، نسرین سلطانخواه، محمد سلیمانی، مجتبی شمسی پور، علی اکبر صادقی رشاد، محمدمهدی طهرانچی، محمدمهدی علیشاهی شیرازی، سیدمهدی قمصری، منصور کبگانیان، سید فضل‌الله موسوی، علی‌اکبر موسوی موحدی و محمدرضا هاشمی گلپایگانی.[۵]
- اعضای وابسته: مرتضی کریمی‌نیا، احمد واعظی، محمد آشوری، محمدرضا حسینی بهشتی، سیدجلال دهقانی فیروزآبادی (استاد روابط بین‌الملل)، حسين راغفر، علی‌اصغر مصلح (استاد فلسفه)، عباس منوچهری (استاد علوم سیاسی)، فرشاد مؤمنی (استاد اقتصاد)، محمود مهرمحمدی
- اکبر هاشمی رفسنجانی و محمدابراهیم باستانی پاریزی از اعضای افتخاری و علی‌محمد کاردان، علی شریعتمداری، ابوالقاسم گرجی، احسان اشراقی، غلامعباس توسلی، حسین شکویی، داریوش صفوت، سید حسین میرشمسی، تقی ابتکار، مرتضی سهرابی، رضا نقشینه، بابا مخیر، کریم جوانشیر، لطف‌الله یارمحمدی، فتح‌الله مضطرزاده، عباس شریفی تهرانی و پرویز داوودی از دیگر اعضای پیوسته فرهنگستان علوم بوده‌اند که دار فانی را وداع گفته‌اند.
- طی حکمی از سوی محمدرضا مخبر دزفولی رئیس فرهنگستان، هم‌اکنون محمدرضا شمس اردکانی دبیر فرهنگستان علوم است.[۶]